# 시부야

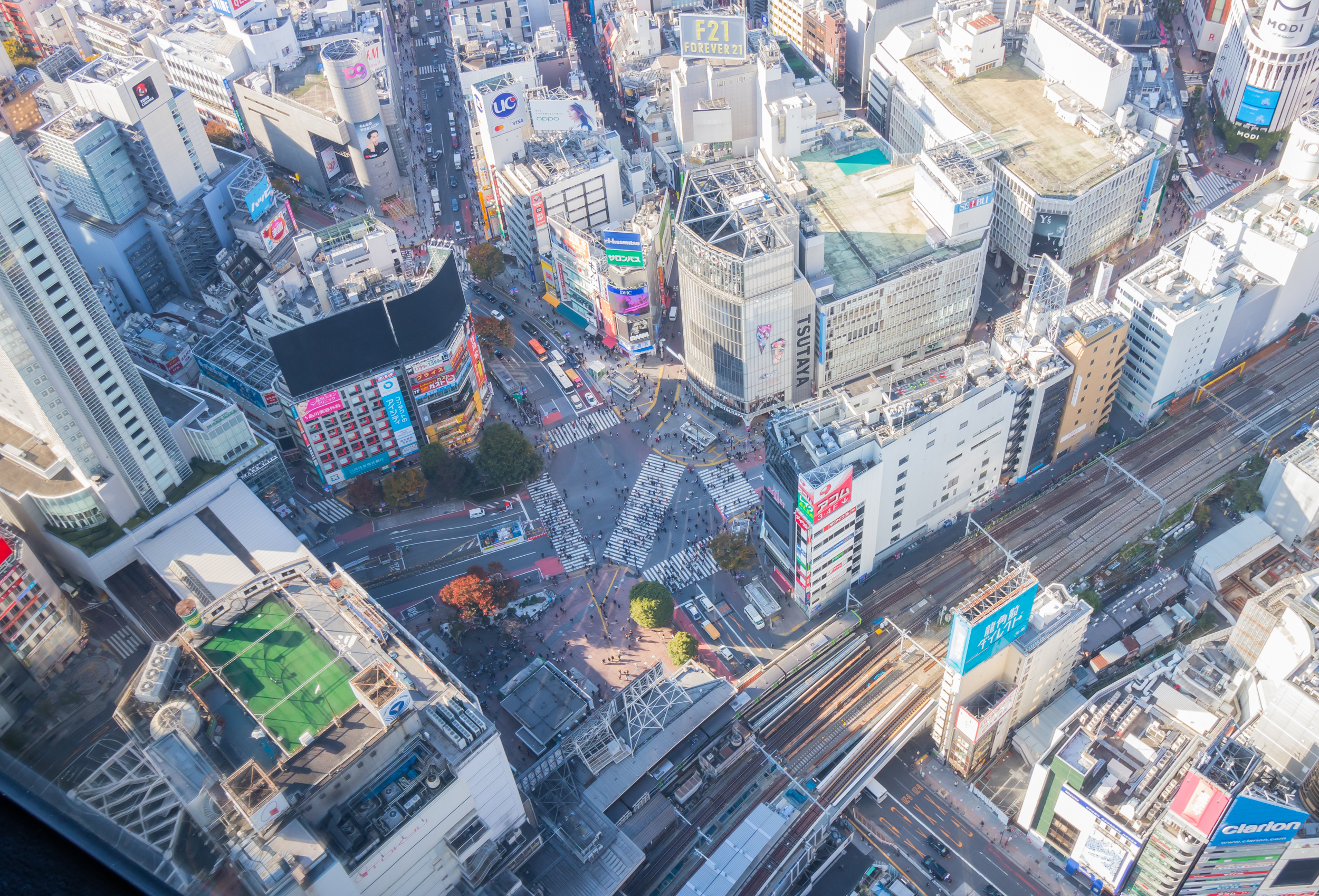
시부야의 풍경 (2019년)

시부야(일본어: 渋谷, しぶや)는 도쿄도 시부야구에 있는 지명의 이름이다. 이 지역에 위치하는 시부야역을 중심으로 하는 거리이다. 신주쿠, 이케부쿠로, 긴자, 롯폰기, 하라주쿠, 오다이바, 아키하바라, 오모테산도 등의 지역들과 더불어 도쿄를 대표하는 번화가로, 시부야역을 중심으로 세이부 백화점, 도큐 백화점, 파르코, 마루이 등의 백화점과 레스토랑, 쇼핑몰들이 군집하여 있다.
과거에는 시부야역을 중심으로, 도겐자카(道玄坂), 우다카와초(宇田川町), 진난(神南), 사쿠라오카초(桜丘町) 등을 가리키는 명칭이었는데, 최근에는 시부야역에서 북서쪽으로 약간 떨어진 곳에 위치하지만, 개성 있는 가게들이 주택과 기업 사무실 사이에 점재하는 지역을 가리켜 오쿠시부야라고 부르기도 한다. 지명으로는 쇼토(松濤), 도미가야(富ヶ谷), 가미야마초(神山町) 등이 해당된다.

## 개요
시부야는 신주쿠(新宿), 이케부쿠로(池袋)와 더불어 야마노테(山の手)의 3대 부도심 중 하나로, 시부야역을 중심으로 한 일본 유수의 번화가이자 유흥가이다. 주요 번화가는 주로 시부야역 북서측(하치코구치(ハチ公口))의 센터가이(センター街) 방향에 크게 퍼져 있다.
"젊은이의 거리"로 알려져 있으며, 도큐 백화점(東急百貨店), 세이부 백화점(西武百貨店), 시부야 파르코, 109, 시부야 스크램블 스퀘어, MIYASHITA PARK(渋谷区立宮下公園) 등 백화점, 패션 빌딩, 복합 상업 시설, 음식점 등이 밀집해 있다. 시부야역 앞에는 기다림의 명소로 알려진 충견 하치코의 동상이 있으며, 그 맞은편에는 시부야 스크램블 교차점이 위치해 있다. 이 교차점은 세계적으로 높은 인지도를 자랑하며, 국내외 관광객들이 많이 찾는 장소이다. JR의 하치코구치(ハチ公口)에서 스크램블 교차점을 건너면 시부야 센터가이(渋谷センター街)로 이어지는데, 이는 시부야에서 가장 인파가 많은 지역이다. 과거에는 이곳에서 '보행자 천국'이라 하는 보행자 전용 도로가 시행되었으나, 2002년 12월 28일을 기점으로 폐지되었다. 또한 시부야역은 도쿄에서 가장 중요한 터미널 역 중 하나로, 직통 운행 승객을 포함한 이용자 수는 약 330만 명에 달하여 신주쿠역(新宿駅)에 이어 세계 2위를 차지한다.
1885년, 시부야역은 일본 철도(현재의 야마노테선(山手線))의 역으로 개업하였을 당시, 주변은 논밭이 펼쳐진 도쿄 교외의 시골역이으로 이용자 수가 매우 적었다. 이후 다마덴(玉電)을 시작으로 여러 노선이 연계되면서 도쿄시 남서부 교외의 터미널 역으로 발전하게 되었다. 1923년에 발생한 간토 대지진을 계기로 피해가 컸던 시타마치(下町)에서 야마노테의 교외 지역으로 이주하는 사람이 증가하면서 시부야역의 이용자 수도 증가하였다. 과거 유곽이었던 햐켄다나(百軒店)는 이 시기에 탄생하여, 당시 시부야의 중심가로 번성하였다. 현재의 도큐(東急, 구 도쿄 급행 전철(東京急行電鉄))가 관동 최초의 역 직결 터미널 백화점인 도요코 백화점(東横百貨店, 이후 도큐 백화점 도요코점)을 개업하는 등, 전쟁 전부터 도큐 그룹은 본거지인 시부야 개발에 적극적으로 나섰다. 그러나 시부야는 방사형으로 퍼진 도로 구조와 많은 언덕길, 일방통행 소로들로 인해 도로 확장이 어려워 개발업체들이 기피하였고, 그 결과 신주쿠나 이케부쿠로와 같은 다른 야마노테 번화가에 비해 발전이 지체되었다.
일본에서는 1970년대 초반까지 "젊은이의 거리" 및 "젊은이 문화"의 유행 발신지로 신주쿠가 주요한 역할을 맡았다. 그러나 1969년 베트남 전쟁에 대한 반전 운동으로 신주쿠역 서쪽 출구 지하 광장에서 개최되었던 무허가 포크송 집회가 경찰에 의해 강제 해산되고, 같은 해 6월 28일에는 젊은이들과 기동대가 충돌하여 다수의 체포자가 발생한 "신주쿠 서쪽 출구 포크 게릴라 사건"을 계기로 신주쿠는 젊은이들로부터 기피 대상이 되었다. 반면, 1973년 파르코의 본점인 시부야 파르코가 개점하면서 시부야역에서 파르코를 지나 시부야 구청과 시부야 공회당에 이르는 구청 거리(区役所通り)가 시부야 공원 거리(渋谷公園通り)로 개칭되고 재개발이 이루어지면서, 일본의 젊은이 문화는 신주쿠에서 시부야, 더 나아가 시부야구 전체로(즉 하라주쿠, 오모테산도, 우라하라주쿠, 다이칸야마 방면) 이동하게 되었다. 이는 동시에 정치적 색채가 강한 반문화에서 상업주의적 색채가 강한 서브컬처로의 변질을 의미하기도 했다. 과거 도큐 그룹과 세존 그룹(세이부 유통 그룹)이 경쟁적으로 시부야 개발을 추진함으로써 현재와 같은 대규모 번화가로 발전하게 된 배경을 가지고 있다.
2020년을 기준으로 시부야역(渋谷駅) 주변에는 시부야 109, 도큐 백화점 본점, Bunkamura, 시부야 스크램블 스퀘어(渋谷スクランブルスクエア), 시부야 스트림(渋谷ストリーム) 등 도큐 그룹의 상업·오피스·문화 시설이 다수 밀집해 있어, 흔히 "도큐 마을(東急村)"로 불리기도 한다. 역에서 조금 떨어진 엔노야마초(円山町)와 도겐자카(道玄坂) 지역에 있는 햐켄다나(百軒店)는 과거 꽃마을로 불렸으며, 현재는 음식점, 라이브 하우스, 러브 호텔 등이 혼재하는 유흥가 및 호텔가로 자리 잡고 있다. 한편, 엔노야마초 및 도겐자카와 인접한 쇼토(松濤) 지역은 번화가의 소란스러움과는 대조적으로, 고요한 고급 주택가를 이루고 있다. 이처럼 시부야는 지역별로 각기 다른 특징과 성격을 가진다.
최근에는 할로윈 시기 발생하는 무질서한 행위, 범죄 행위, 쓰레기 문제가 지적되었으며, 2019년 이후로 할로윈 전후 기간 동안 센터가이(センター街) 등 거리에서의 음주를 금지하는 일명 "할로윈 조례"가 시행되었다.
다수의 IT 기업이 모여 있어 미국의 실리콘밸리를 본떠 "비트밸리(Bit Valley)"라고 부르기도 한다. 한때 시부야의 사무실이 좁아지면서 구글, 아마존과 같은 대형 IT 기업들이 시부야를 떠났고, 대형 기업뿐만 아니라 스타트업들도 높은 임대료 때문에 시부야를 떠나 고탄다(五反田)로 이전하는 등 "IT 기업의 거리"로서 시부야의 기반이 약화될 우려가 있었다. 그러나 2010년대 이후 도큐 그룹이 주도한 재개발을 통해 대규모 고층 오피스 빌딩을 공급하여 IT 기업을 다시 유치하고자 노력하고 있다.

## 지리
신주쿠(新宿)가 에도와 가이국을 잇는 고슈 가도의 언덕 위에 위치한 마을인 반면, 시부야는 무사시노 대지(武蔵野台地)를 침식하는 시부야강(渋谷川, 온덴가와(穏田川))과 우다강(宇田川)의 합류 지점에 조성된 "골짜기 아래의 도시"이다. 이로 인해 시부야에는 언덕이 많으며, 골짜기 양쪽의 경사는 매우 가파르다. 예를 들어 시부야 마크 시티는 골짜기 바닥에 1층 출입구가 있지만, 골짜기 위쪽에서는 4층에서도 출입이 가능하다.
온덴가와(穏田川, 시부야강의 상류부)와 우다강(宇田川)은 현재 존재하지 않는다. 한때 두 하천의 하류였던 시부야강은 상류를 잃고, 시부야역 남동쪽(시부야 스트림 북단 부근, 옛 이나리바시(稲荷橋) 위치)에서 시작되는 형태로 변경되어 자연적인 수류는 거의 없는 상태이다.
현재의 행정 구역상 시부야 주변에는 요요기(代々木), 진구마에(神宮前, 하라주쿠(原宿)), 다이칸야마초(代官山町), 미나미아오야마(南青山, 미나토구(港区)) 등이 인접해 있다.

## 특징

### 시부야 스크램블 교차로
시부야는 교차 횡단보도가 있는 곳으로 유명하다. 이른바 '시부야 스크램블 교차로' (渋谷スクランブル交差点)라고 부른다. 시부야역 하치코 출구 앞에 자리한 교차로로, 신호가 바뀌면 전 방향의 차량 통행이 멈추고 동시에 보행자들이 한꺼번에 교차로를 물밀듯이 건너가는 장관이 펼쳐진다. 시부야 역과 교차로 사이의 광장에는 충견 하치코 상이 있는데, 약속 장소로 이름난 명소라 항상 사람이 많다. 반대로 시부야 역 남서쪽에는 '모야이 상' (モヤイ像)이라는 이름의 또다른 약속장소가 있다. 모야이상은 모아이상을 본뜬 것으로 니지마섬 사람들이 지난 1980년 시부야 측에 전달한 석상이다.
교차로 주변에는 대형 스크린이 세 군데 설치되어 있으며 광고판도 밀집해 있다. 역 건너 시부야 스크램블을 한눈에 내려다볼 수 있는 QFRONT 빌딩의 스타벅스 시부야점은 일본은 물론 세계에서 가장 붐비는 점포 중 하나이기도 하다. 차량과 보행 통행량이 엄청나고 수많은 광고판이 밀집해 있다는 점에서 미국 뉴욕의 타임스퀘어와 비견되기도 한다. 줄리언 워럴 건축학 교수는 시부야 교차로가 "별다른 노력 없이도 도쿄가 얼마나 대단한 도시인지를 보여주는 굉장한 예시"라고 말하기도 했다.
시부야 스크램블 교차로는 도쿄를 배경으로 한 영화와 드라마에서 자주 등장한다. 일본 국내의 작품은 물론 《사랑도 통역이 되나요?》, 《패스트 & 퓨리어스: 도쿄 드리프트》, 《레지던트 이블 4: 끝나지 않은 전쟁》과 《레지던트 이블 5: 최후의 심판》등의 할리우드 영화에서도 모습을 비춘 적이 있으며, 일본 국내 뉴스나 해외 뉴스 방송에서도 등장한다. 특히 위 영화에서 등장했던, 《사랑도 통역이 되나요?》에서는 걸어가는 공룡이 비춰지는 장면으로 나온 QFront 빌딩의 대형 스크린은 한동안 가동을 중지하고 고정 광고판으로 대체하기도 하였으나, 2013년 7월부로 가동을 재개하였다. 2016년 하계 올림픽의 폐막식에서는 차기 2020년 올림픽이 개최되는 도쿄를 홍보하는 영상의 주무대로 다뤄지기도 했다.

### 시부야 상권

#### 문화

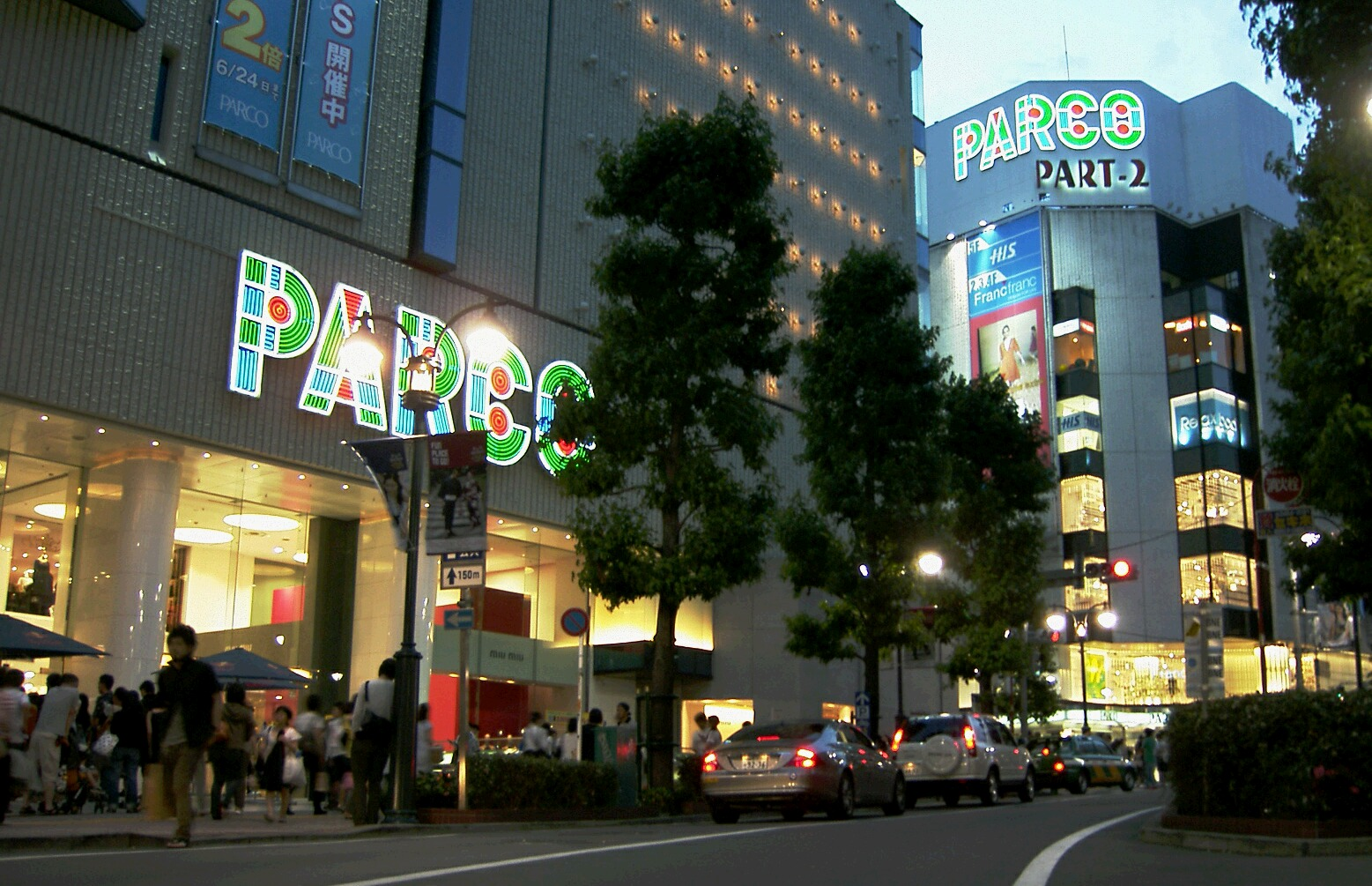
시부야 공원 거리

시부야에는 영화관과 공연장이 밀집해 있다. 이곳의 주요 극장으로는 파르코 극장 (2016년 폐장), 클럽 콰트로, 시네 퀸트, 시네세존 시부야, 스튜디오 파르코 등이 있으며, 여러 영화제와 음악제가 개최된다. 인디영화 등의 개성적인 작품을 다루는 상영관도 많은 편이다. 전시 갤러리로는 파르코 팩토리, 로고스 갤러리가 있으며, 대중적인 주제부터 예술 전문 전시까지 다양한 기획전이 이뤄진다. 그밖에 라디오 방송국의 위성 스튜디오로 'TOKYO FM 스페인자카 스튜디오'가 유명하다. 차후에는 도쿄 문화회관 내에 도쿄 최대 규모의 뮤지컬 극장이 건설될 예정이다.

#### 패션

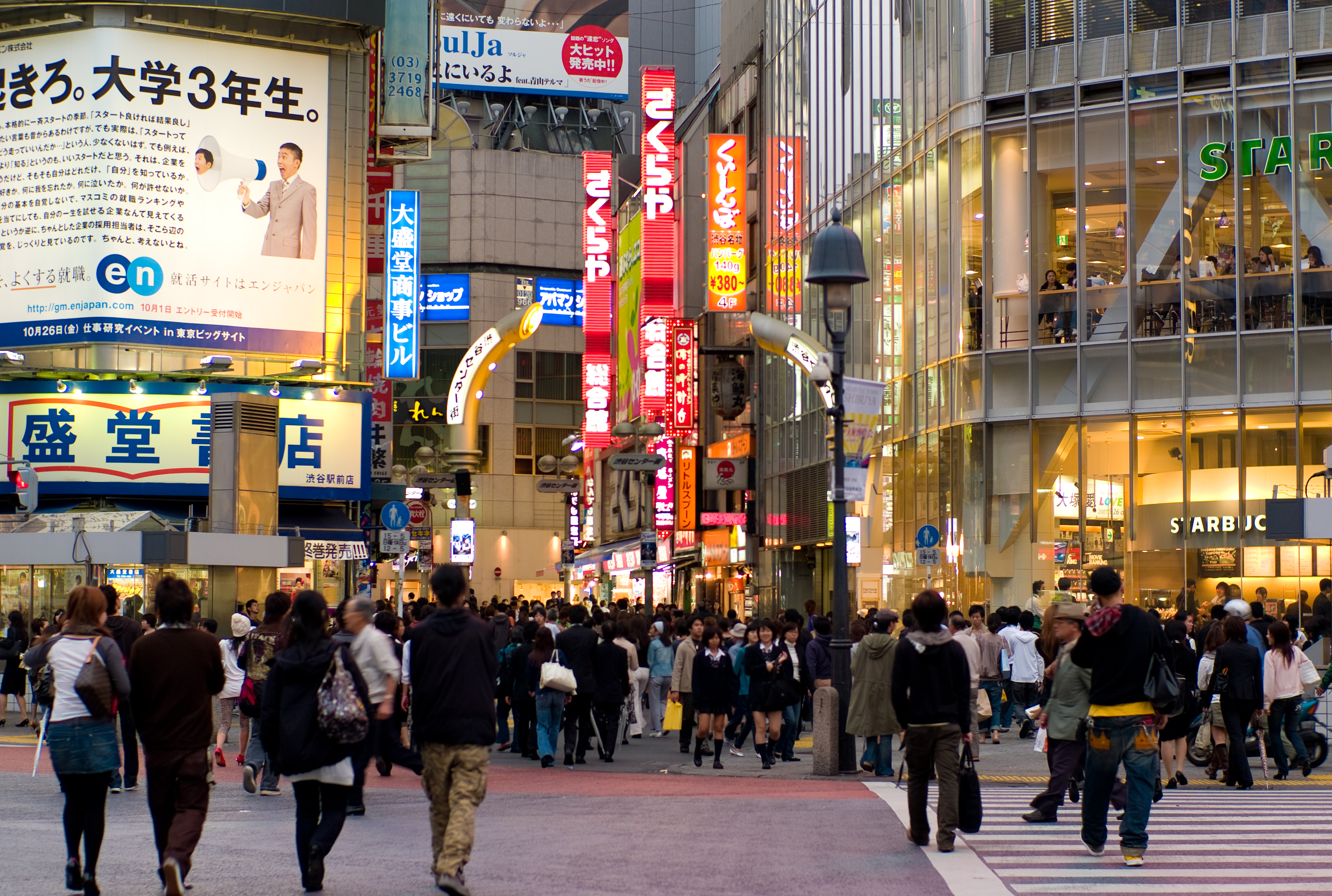
시부야 센터 거리

1970년대부터 파르코와 마루이가 진출하고 시부야 109가 문을 열었다. 이때부터 시부야는 젊은층 패션 문화의 발산지로서 하라주쿠와 대등한 지위에 올랐다. 1990년대에는 갸루 문화가 유행을 끌고 미디어에서 활발하게 다뤄지면서, 패션 정보를 습득하는 지역으로 더욱 주목받게 되었다. 시부야 일대 백화점의 주요 고객층인 20대와 30대 여성 직장인은 성인 패션을 선도하였고, 시부야 109나 파르코, 길거리 상권에는 10대 여성이 많이 찾으면서 갸루 패션을 이끌었다. 여기에 갸루 패션이 남성층에게 파급되면서 갸루남 패션과 오니이케 (오빠계) 패션이 시부야를 중심으로 일본 전역으로 퍼져나가기도 했다.

#### IT
시부야역 남쪽의 사쿠라가오카초를 중심으로는 IT 관련 벤처기업이 모여 있다. 일본 국토교통성 조사에 따르면 시부야의 소프트웨어 관련 IT 업체 수는 지요다구, 미나토구에 이어 3위이며, 역세권으로는 아키하바라역에 이어 2위였다. 이 때문에 IT 열풍이 불었던 1999년에는 '시부야' (渋谷 →떫은 계곡)의 본뜻을 하나하나 영어로 옮긴 'Bitter valley'와, 정보량 단위 중 하나인 비트, 그리고 미국의 실리콘 밸리에서 착안해 '비트 밸리'란 별명으로 불렸다는 이야기가 있다.
2001년에는 구글 일본 법인이 시부야의 도큐 세롤리언 타워에 입주하였으며, 아마존닷컴 일본지부도 한때 시부야에 있었다. 지금은 각각 롯폰기와 메구로로 이전해 있다. 다만 최근 들어서 시부야 일대 재개발을 주도하는 도큐 그룹이 IT산업의 재통합을 도모하고 있다. 2012년 완공된 시부야 히카리에에 DeNA가 입주하였고, 2019년에는 시부야 스트림에 구글 일본 법인이, 시부야 스크램블 스퀘어에 믹시가 재입주할 예정이다. 도큐 그룹은 IT기업 유치 뿐만 아니라 벤처기업 지원 사업도 진행하고 있다.

## 주요 시설
| 시부야역 주변 - 시부야 스크램블 스퀘어 - 도큐 백화점 도요코 점(동관, 서관, 남관) - 109-2 - 시부야 마크 시티(渋谷マークシティ) - 도큐 플라자(東急プラザ) - 시부치카(しぶちか) - 시부야 지하 거리 - 도큐 문화회관 시부야 센터 거리 방면 - QFRONT - HMV 시부야 이노카시라 길 방면 - 시부야 세이부 (A관, B관) - 시부야 로프트(渋谷ロフト) - CLUB QUATTRO - 도큐 헌즈 시부야 점 - CHELSEA HOTEL 시부야 공원 길 방면 - 시부야 파르코(파트 1,2,3) - 시부야 구역소 - 시부야 공회당 - NHK 방송 센터 - NHK 홀 - 모두의 광장 만남의 홀(みんなの広場ふれあいホール) - NHK 스튜디오 파크 - 일본 암웨이 - 요요기 공원 - 국립 요요기 경기장 - SHIBUYA-AX - SHIBUYA BOXX | 파이어 길(ファイヤー通り) 방면 - 마루이 시티 시부야 - 타워 레코드 시부야 점 - 도쿄 전력 전력관 - 시부야 소방서 분카무라 길 방면 - 도큐 백화점 본점 - 분카무라(Bunkamura) - 북 퍼스트 시부야 점 - 돈키호테 시부야 점 도겐자카 방면 - 109 - 더 프라임 마루야마초 방면 - Shibuya O-East - Shibuya O-West 미야마스자카 방면 - 시부야 우체국 사쿠라가오카초 방면 - 세를리안 타워 (Cerulean Tower) - 인포스 타워 (インフォスタワー) 아오야마 길 (국도 246호) 방면 - 시부야 크로스 타워 - 아오야마 가쿠인 대학 - 아오야먀 극장, 아오야마 원형극장 |

## 행사
- 코카콜라 컴퍼니가 주관한 매년 신년전야 자정 직전 카운트다운를 개최되고 있다.

## 교통
- 철도
  - JR 동일본: 야마노테 선, 사이쿄 선, 쇼난 신주쿠 라인, 린카이 선
  - 도쿄 급행 전철: 도큐 도요코 선, 도큐 전원도시선
  - 게이오 전철 : 게이오 이노카시라 선
  - 도쿄 지하철 : 긴자 선, 한조몬 선

## 사진

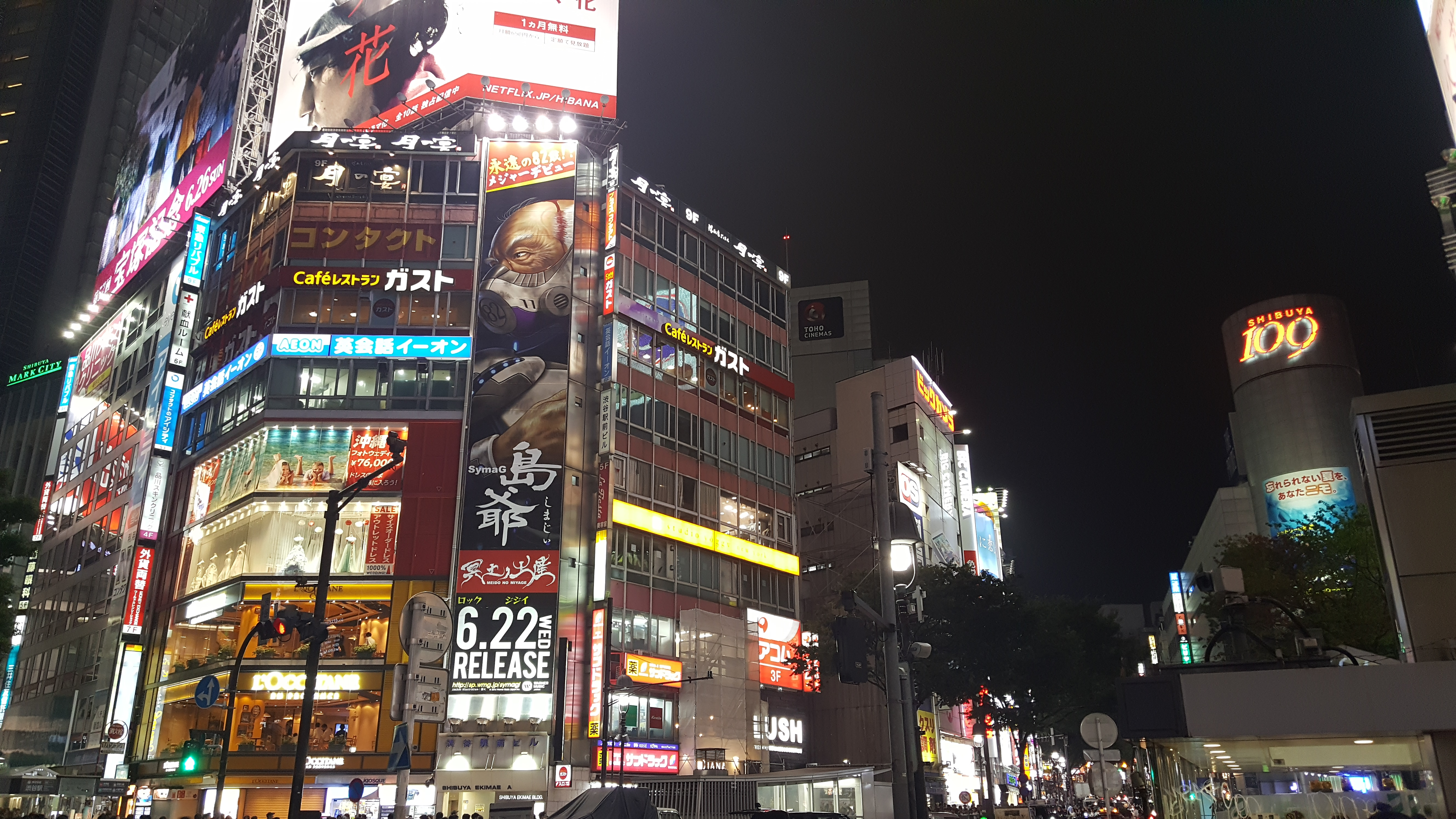
2016년 6월 시부야에키마에 빌딩